# Kawabata Ryūshi

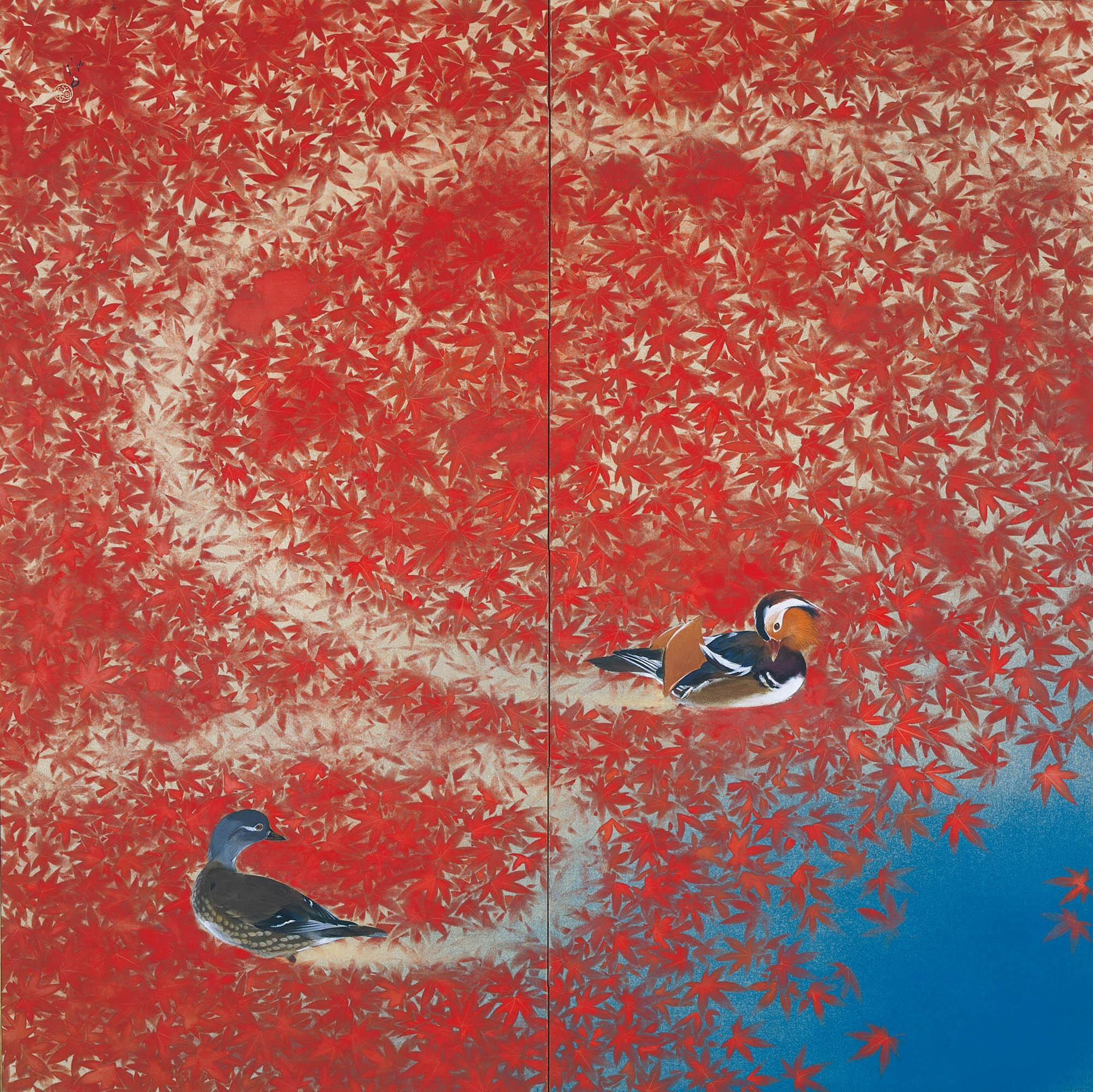
Stellschirm „Gegenseitige Liebe“, 1934

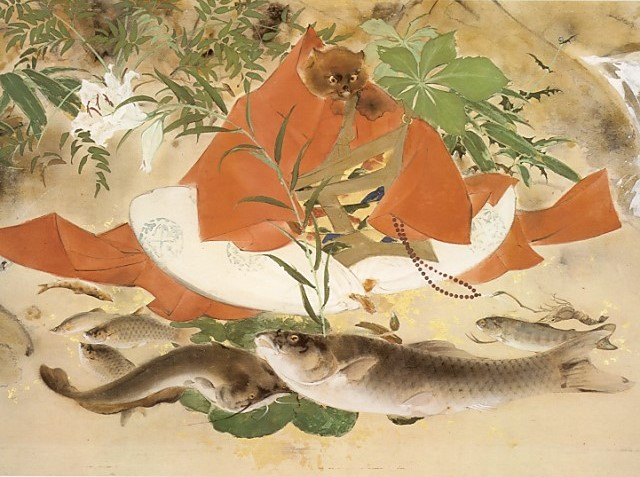
„Otter als Priester“

Kawabata Ryūshi (japanisch 川端 龍子; geb. 6. Juni 1885 in Wakayama; gest. 10. April 1966) war ein japanischer Maler im Nihonga-Stil der Shōwa-Zeit.

## Leben und Werk
Kawabata ging 1895 nach Tokio. Ab 1904 besuchte er die Hakuba-Schule (白馬会, Hakuba-kai) für Westliche Malerei, wobei er gleichzeitig die Pazifik-Schule (太平洋画会研究所, Taiheiyō gakai kenkyūjo) besuchte. 1907 reichte er Bilder ein auf der Industrie-Ausstellung der Präfektur Tōkyō und auf der ersten Ausstellung des Kultusministeriums, der Mombusho bijutsu tenrankai (文部省美術展覧会).
Ab 1908 arbeitete Kawabata für die Kokumin-Zeitung und lieferte für sie Illustrationen. Zu seinen Kollegen dort gehörte der Nihonga-Maler Hirafuku Hyakusui, der ihn stark beeinflusste. Daneben steuerte er auch Illustrationen für das Satiremagazin Tōkyō Puck und das Manga-Magazin Shōnen Puck bei.
1913 reiste Kawabata durch die Vereinigten Staaten, wo ihn die orientalische Malerei sehr beeindruckte, die er im Boston Museum of Fine Arts sah. Das führte zu einem Wechsel zur Nihonga-Malerei, und nach seiner Rückkehr wurde er Mitglied in der Musei-kai. Er zeigte nun seine Bilder in den Ausstellungen des wiederbelebten Nihon Bijutsuin ab dessen zweiter Ausstellung 1915. Dort zeigte er Bilder wie „Anbetung des Gnadenlichts“ (慈悲光礼讃, Jihikō raisan), „Bedruckte indische Baumwolle“ (インドサラサラ, Indo sarasara). Kawabatas Malerei im Nihonga-Stil mit einem Hauch westlicher Malerei machte ihn nun bekannt.
1928 trennte Kawabata sich von den Bijutsuin-Ausstellungen und gründete die Seiryū-sha (青龍社). Er vertrat nun eine stärker auf das Ornamentale, Dekorative ausgerichtete Bilddarstellung in großen Formaten im Unterschied zur traditionellen Nihonga-Malerei, die eher auf die Größes des Tokonoma ausgerichtet ist. Wandschirme wie „Naruto“ (鳴門; 1929) „Fischmuster“ (魚紋, Gyomon) „Frühlingsmusik“ (新春の曲, Shinshun no kyoku) sind Beispiele für diesen Stil.
1930 erhielt Kawabata den Asahi-Preis, 1935 wurde er Mitglied der Kaiserlichen Akademie der Künste und dann der Nachfolgeorganisation, verließ aber diese Einrichtung. – Zu den bekannten Werken Kawabatas gehören das humorvolle „Otter als Priester“  (獺祭, Dassai) und „Träume“ (夢, Yume).
1959 wurde Kawabata zur Person mit besonderen kulturellen Verdiensten ernannt und gleichzeitig mit dem Kulturorden ausgezeichnet. – 1961 wurde Kawabatas Atelier von der Seiryū-sha in ein Museum umgewandelt. Nach der Auflösung des Vereins übernahm 1991 der Ōta in Tokyo das Museum.
Der Haiku-Dichter Kawabata Bōsha (1897–1941) war ein jüngerer Bruder.

## Bilder

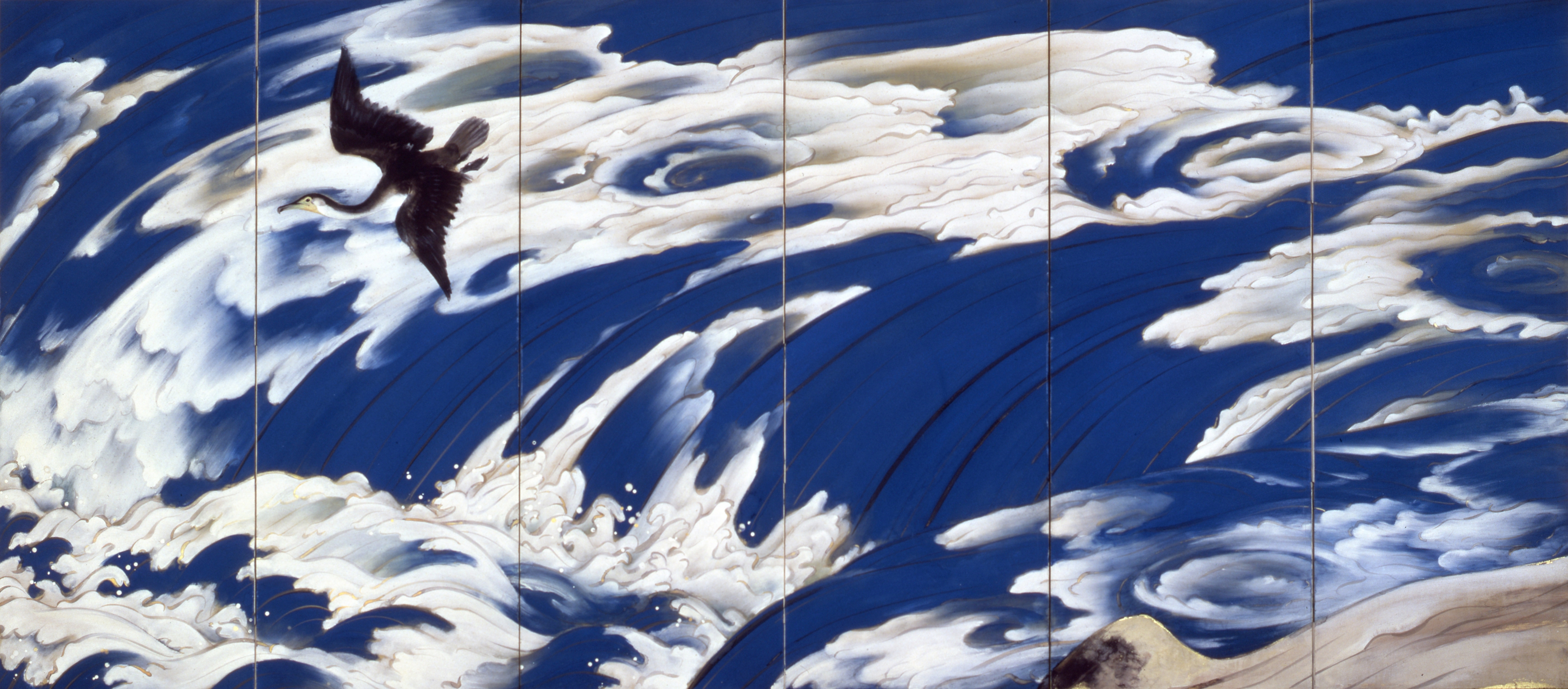
„Naruto“, 1929 (6-teiliger Stellschirm links)
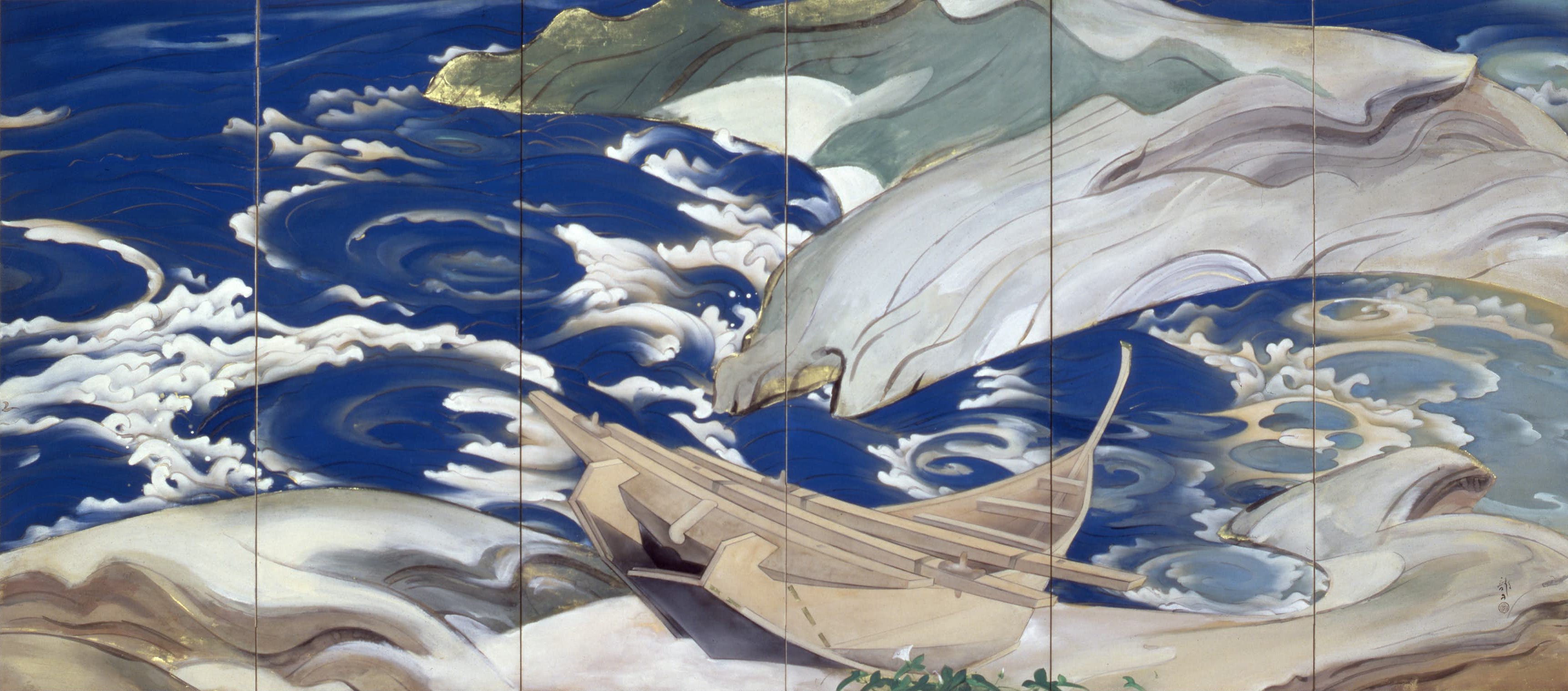
„Naruto“, 1929 (6-teiliger Stellschirm rechts)
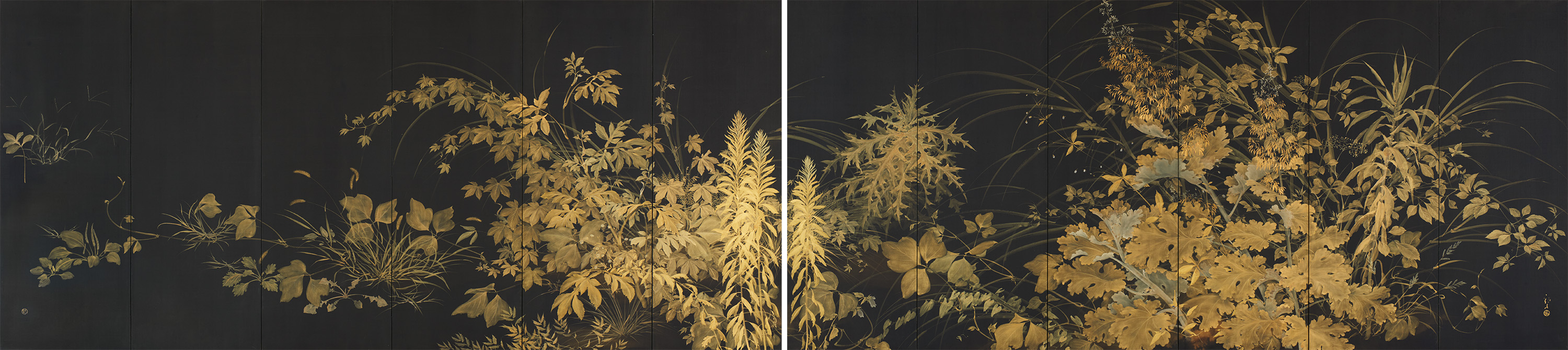
„Flammendes Gras“, 1930 (ein Paar sechsteiliger Stellschirme)
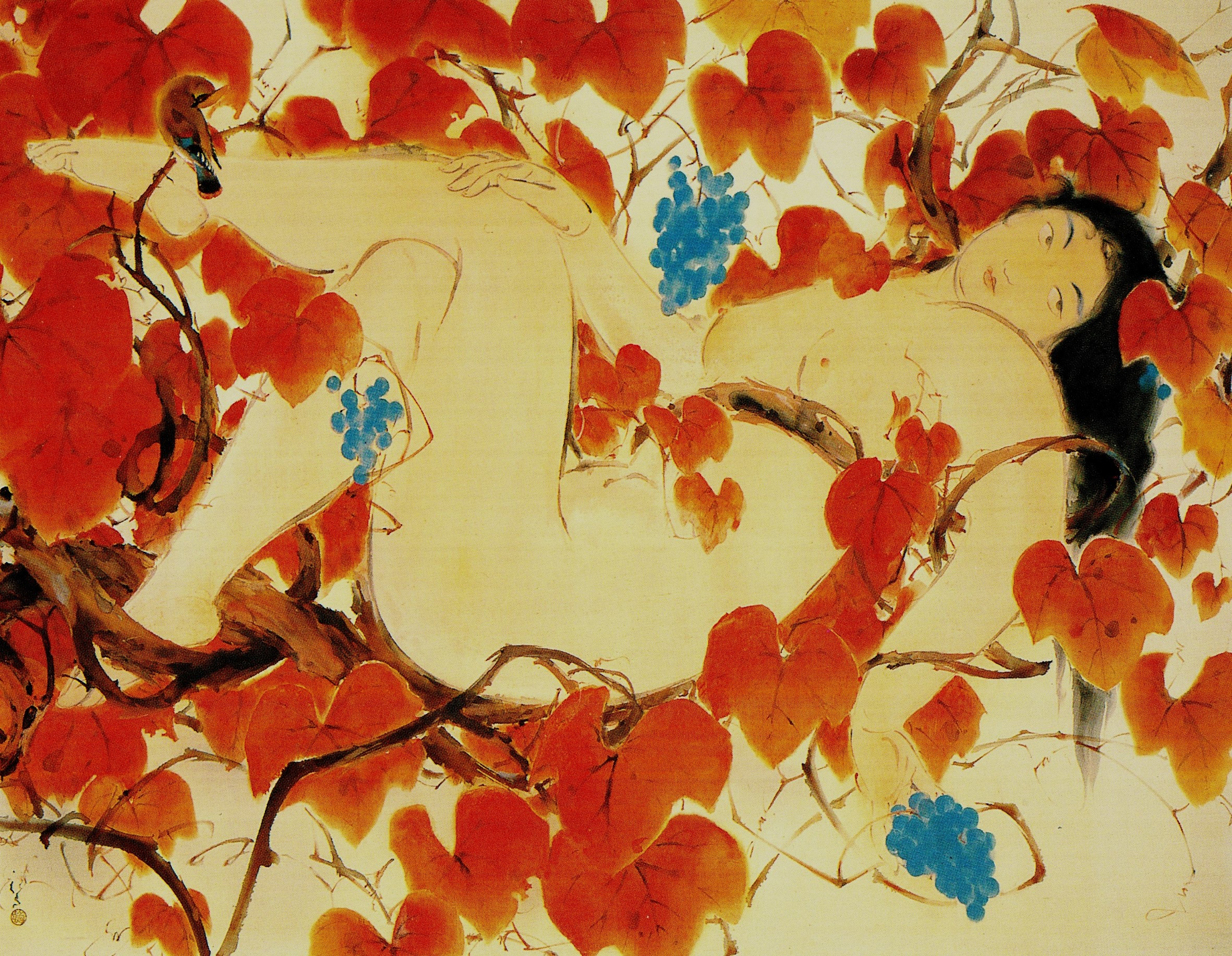
„Wilde Weintrauben“, 1933